# Clitellaria obtusa
Clitellaria obtusa är en tvåvingeart som först beskrevs av James 1941.  Clitellaria obtusa ingår i släktet Clitellaria och familjen vapenflugor. Inga underarter finns listade i Catalogue of Life.